# پونی کنیون
پونی کنیون (انگلیسی: Pony Canyon) شرکت رسانه‌ای ژاپنی است، که در سال ۱۹۶۶ تأسیس شد.